# Polymixis pamiridia
Polymixis pamiridia là một loài bướm đêm trong họ Noctuidae.